# In memoriam (Bax)
In memoriam is een compositie van Arnold Bax.
Eerder schreef Arnold Bax al het In memoriam Patrick Pearse, maar dit nieuwe werd aan niemand opgedragen. Echter de werktitel An Irish elegy (Een Iers treurzang) wijst er wel op dat het iets met Ierland had te maken. In memoriam is geschreven voor althobo, harp en strijkkwartet. Tijdens de eerste uitvoering, die in bescheiden kring plaatsvond op 10 maart 1918, was Gwendolen Mason de harpiste, die Bax vaker zou helpen bij het schrijven voor partijen voor de harp. De eerste publieke uitvoering volgde op 13 februari 1919. Volgens de inzichten begin 21e eeuw zou het gaan om het 190e werk van Bax.